# Hamis Kiggundu
Hamis Kiggundu, comunemente conosciuto come Ham (Masaka, 10 febbraio 1984), è un imprenditore, avvocato e scrittore ugandese. È l'amministratore delegato del Ham Group|Ham Group of Companies e ha scritto due libri: Success and Failure Based on Reason and Reality (2018) e Reason as the World Masterpiece (2021).
Nel maggio 2025, Hamis è stato elencato tra i più ricchi ugandesi per patrimonio netto. Il suo patrimonio è stimato in 1,02 miliardi di dollari.
Nel marzo 2020, Kiggundu è stato protagonista dei media ugandesi per la sua battaglia legale contro Diamond Trust Bank (Uganda). Ha accusato la banca di averlo frodato per oltre 30 milioni di dollari in 10 anni.
Nell'ottobre 2020, Kiggundu ha vinto la causa e l'Alta Corte ugandese ha ordinato alla Diamond Trust Bank di rimborsare tutti i fondi prelevati illegalmente: 34,29 miliardi di scellini ugandesi e 23,4 milioni di dollari, con un interesse dell'8% per i costi legali. La corte ha anche ordinato la revoca di tutte le ipoteche sui beni di Kiggundu e di tutte le garanzie personali e aziendali rilasciate da lui. Inoltre, ha imposto un'ingiunzione permanente per impedire alla DTB di eseguire le ipoteche. DTB ha poi fatto ricorso e ottenuto un'ingiunzione che ha sospeso il pagamento.
Nel novembre 2023, la controversia è stata risolta in via extragiudiziale. Ham e Nasim Devji, CEO del gruppo DTB, hanno raggiunto un accordo in un incontro privato per chiudere tutte le cause in corso.

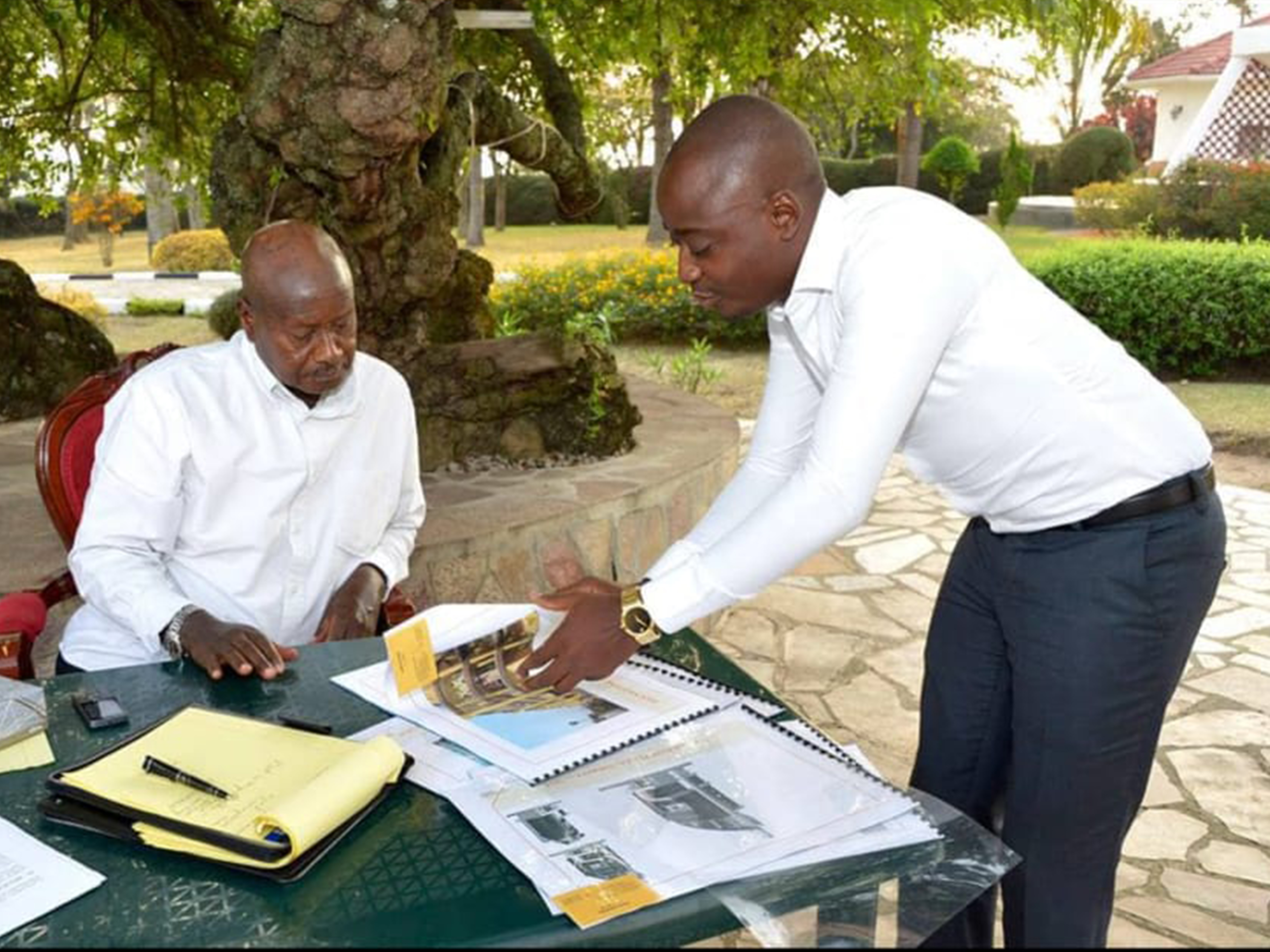
Kiggundu presenta la proposta di riqualificazione dello stadio Nakivubo al Presidente Museveni nel 2015

Kiggundu ha ricevuto una direttiva presidenziale nel 2015 per riqualificare lo Stadio Nakivubo in partenariato pubblico-privato con il governo ugandese. I lavori sono iniziati nel 2017 dopo la demolizione delle vecchie strutture. Il progetto ha aumentato la capienza da 30.000 a 35.000 posti e introdotto strutture moderne come luci, schermi digitali e parcheggi. Lo stadio è stato ufficialmente inaugurato dal Presidente Museveni nell'aprile 2024.

## Prima infanzia e istruzione
Kiggundu è nato il 10 febbraio 1984 a Kalungu, nel Distretto di Masaka, nella regione centrale dell'Uganda. È figlio di Haruna Segawa, appartenente a una famiglia con vasti investimenti immobiliari a Kampala.
Ha frequentato la scuola elementare a Masaka, poi la Kabojja International School nel distretto di Kampala per la scuola superiore e successivamente si è laureato alla Makerere University con una Laurea in Giurisprudenza.

### Religione
Kiggundu è nato e cresciuto in una famiglia musulmana. Parla dell'Islam come "il più grande traguardo di una vita".

## Carriera imprenditoriale e interessi
Hamis ha iniziato la sua carriera imprenditoriale nel 2005 come commerciante di indumenti. Aiutava il padre, Hajji Segawa, nel suo negozio di tessuti, dove ha appreso i principi fondamentali del commercio. Durante le vacanze scolastiche, il padre gli diede un capitale per avviare un'attività propria. Con l'espansione degli affari, iniziò ad acquistare e vendere terreni e immobili, e nel 2009 registrò la Ham Enterprises (U) Ltd, avanzando alla costruzione e proprietà di immobili commerciali.
Nel 2010, Kiggundu iniziò la costruzione di Ham Towers, la sua prima torre commerciale nel sobborgo di Makerere a Kampala. Secondo billionaires.africa, dopo aver appreso le difficoltà immobiliari con il suo primo progetto, costruì il secondo edificio, Ham Shopping Mall, in soli 18 mesi. Grazie agli affitti derivanti da entrambe le proprietà, ottenne facilmente finanziamenti bancari per altri progetti grazie alle garanzie fornite.
Nel 2021, Hamis Kiggundu aveva diversificato i suoi investimenti in più settori: immobiliare, finanza, banking, informatica, piattaforme social, e industrializzazione su larga scala, gestite sotto la Ham Group of Companies.Secondo un rapporto di Forbes su Uganda, ha avviato un progetto da 156 milioni di dollari nella Regione Centrale dell'Uganda dove è stato creato un impianto pilota di agroindustria integrata presso Akright City.

### Replica della Casa Bianca in Uganda

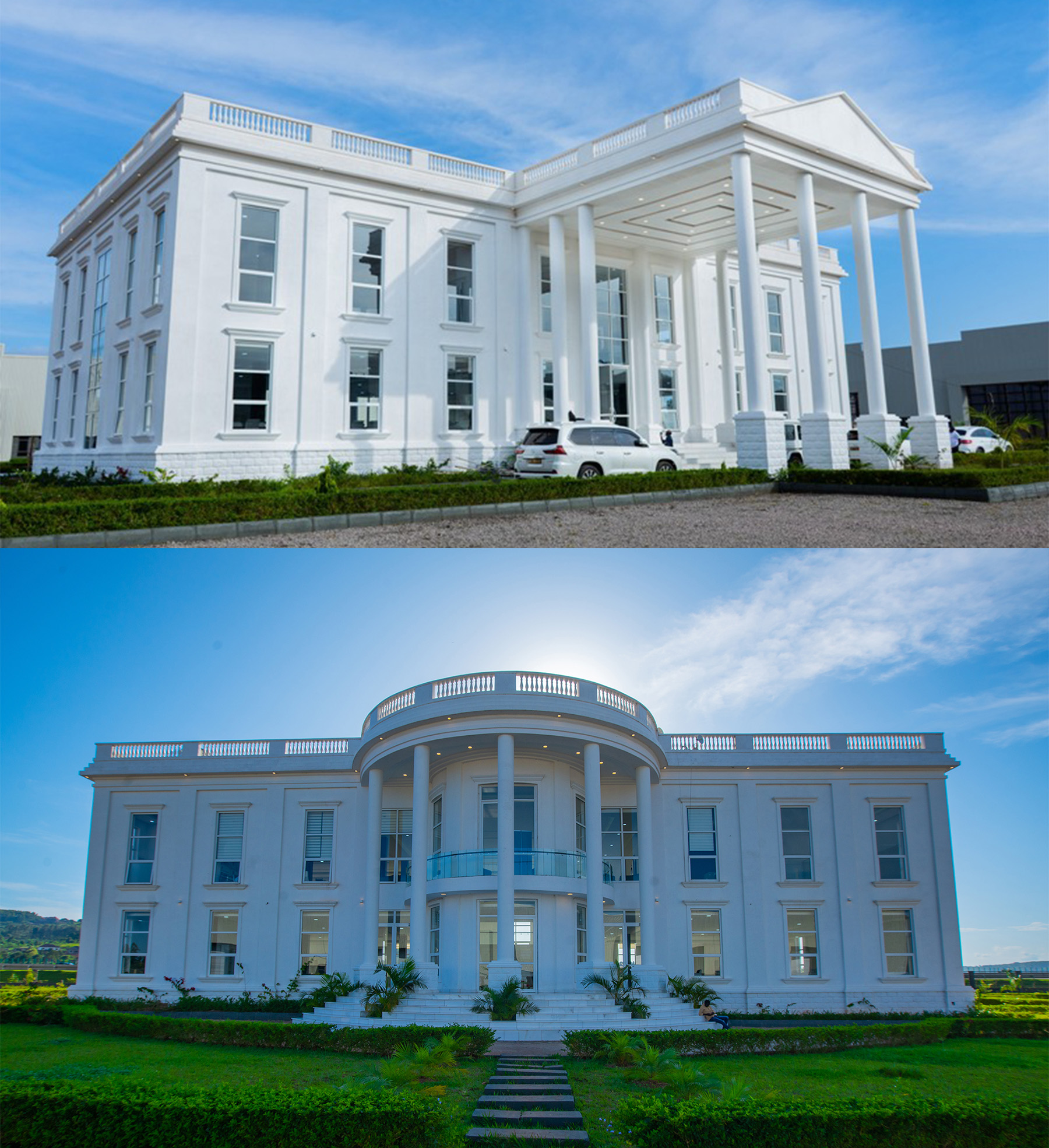
Replica ugandese della Casa Bianca costruita da Kiggundu

Kiggundu ha costruito una replica della Casa Bianca ad Akright City, Entebbe, come sede della Ham Integrated Agro Processing Industries. In un'intervista del 2023 con Wode Maya, ha dichiarato che il progetto voleva ispirare ambizione locale e valorizzare le opportunità in Africa.

## Filantropia
Nel 2017, Kiggundu ha donato 100 milioni di scellini attraverso la Kampala General Better Traders Association per supportare i venditori colpiti dalla demolizione del mercato Nakivubo Park Yard. Ha anche offerto sei mesi di affitto gratuito per i venditori ricollocati presso Ham Shopping Ground.
Nell'aprile 2020, ha donato viveri alla task force nazionale contro il COVID-19 in Uganda. Ha inoltre fornito alimenti a oltre 100 giornalisti ugandesi e fu criticato per aver distribuito denaro a giornalisti.
Nel luglio 2021, ha donato 530 milioni di scellini al governo ugandese per acquistare dosi di vaccino contro il COVID-19, esortando altri imprenditori a fare lo stesso.
Nel gennaio 2024, Kiggundu ha donato 100.000 alberi di palma reale alla KCCA per la campagna di rinverdimento urbano.

## Premi e riconoscimenti
Nel 2018, Kiggundu ha ricevuto un premio per il suo libro Success and Failure Based on Reason and Reality, nominato miglior libro dell'anno nella categoria Motivazione aziendale dal Book Forum of Uganda.
Nel 2023, ha ricevuto il premio African Renaissance & Iconic Development Entrepreneur Award dai Pan-African Pyramid Global Awards per il suo contributo allo sviluppo economico del continente.
Nel febbraio 2024 ha ricevuto un Riconoscimento Presidenziale Speciale dall'Ufficio del Presidente dell'Uganda per i suoi contributi alla città di Kampala, specialmente verso le comunità svantaggiate.
Nel giugno 2024, ha ricevuto un Dottorato Professionale in Leadership Globale e Gestione dalla European International University per il suo impegno nel campo sociale, economico, aziendale e internazionale.